# Departamento de Capital (kommun i Corrientes)
Departamento de Capital är en kommun i Argentina.   Den ligger i provinsen Corrientes, i den nordöstra delen av landet, 800 km norr om huvudstaden Buenos Aires. Antalet invånare är 328 868.
Runt Departamento de Capital är det i huvudsak tätbebyggt. Runt Departamento de Capital är det tätbefolkat, med 683 invånare per kvadratkilometer.